# Diario de Merer
El Diario de Merer (Papiro Jarf A y B) es el nombre dado a unos libros de registros escritos sobre papiro hacia 2.500 a. C. registrando las actividades diarias de transporte de piedra de la cantera de caliza de Tura a Guiza durante la IV Dinastía. Son los papiros con texto escrito más antiguos encontrados. Fueron descubiertos en 2013 por una misión francesa bajo la dirección de Pierre Tallet de la Universidad de la Sorbona en una cueva en Uadi al-Yarf en la costa del Mar Rojo. El texto está escrito en jeroglíficos y hierático en tinta roja y negra sobre papiro. El diario de Merer, un funcionario de rango medio con el título de inspector, está datado en el año 27º del reinado del faraón Khufu (Keops, en griego) y describe tres meses de trabajo en el transporte de caliza de Tura a Guiza. Aunque el diario no especifica dónde las piedras van a ser utilizadas o para qué propósito, dado que el diario está ampliamente considerado de finales del reinado de Khufu, Tallet cree que probablemente serían los bloques de recubrimiento exterior de la Gran Pirámide. 
Cada diez días, se hacían dos o tres viajes de ida y vuelta, embarcando quizás 30 bloques de 2-3 toneladas cada uno, dando un total de 200 bloques por mes. Merer dirigía una cuadrilla de 40 barqueros trabajando a sus órdenes. El periodo cubierto en el papiro se extiende de julio a noviembre.
Las entradas en el libro de registros están todas dispuestas a lo largo de la misma línea. En la parte superior hay un encabezado nombrando el mes y la estación. Debajo hay una línea horizontal listando los días de los meses. Bajo las entradas para los días, hay siempre dos columnas verticales que describen lo sucedido en esos días (Sección B II): [Día 1] El director de 6 Idjeru marcha a Heliópolis en una barca de transporte para traernos alimentos de Heliópolis mientras la élite está en Tura, [Día 2] El inspector Merer pasa el día con su tropa transportando piedras en Tura Norte; pasando la noche en Tura Norte.

## Personas mencionadas
Además de Merer, unas cuantas personas más aparecen mencionadas en los fragmentos recuperados. El más importante es Anjaf (medio hermano del faraón Khufu), conocido por otras fuentes, que se cree un príncipe y visir bajo Khufu y Khafra (Kefrén, en griego). En el papiro se le llama noble (iry-pat) y supervisor de Ra-shi-Khufu. 

## Lugares mencionados
El sitio Ra-shi-Khufu era el puerto erigido en Guiza con un enorme embarcadero, hacia donde las piedras eran transportadas.

El arqueólogo Mark Lehner ha descubierto parte de los antiguos canales, en el terreno cercano a la pirámide, una ensenada del canal central, el principal acceso de la piedra para la construcción de la pirámide.
Varios sitios más son mencionados en el registro: Tura del norte y Tura del sur eran las canteras.
El arqueólogo egipcio Zahi Hawass describe el Diario de Merer como “el descubrimiento más grande en Egipto a inicios del siglo XXI.” El papiro se exhibe en el Museo Egipcio de El Cairo.